# Backstreet Boys: Larger Than Life
Backstreet Boys: Larger Than Life fue el primer show de residencia del grupo estadounidense Backstreet Boys, realizado en el auditorio Theatre for the Performing Arts ubicado en el Planet Hollywood Resort and Casino de Las Vegas, Nevada. El espectáculo tuvo su noche de apertura el 1 de marzo de 2017 y concluyó el 27 de abril de 2019.
AJ McLean declaró en la última noche del show final que regresarán a Las Vegas después del DNA World Tour, muy probablemente para el aniversario 30 (2023), pero Brian Littrell confirmó que van a firmar un contrato a largo plazo una vez que la gira haya terminado.

## Antecedentes
El 1 de abril de 2016, Nick Carter dijo a Entertainment Tonight que el grupo firmó un acuerdo con Live Nation para una residencia de nueve pruebas en Las Vegas. A.J. McLean confirmó el acuerdo, diciendo a Us Weekly que la residencia comenzaría en enero de 2017.
El 23 de septiembre, los Backstreet Boys confirmaron su show de residencia en Las Vegas de 2017 titulado Backstreet Boys: Larger Than Life

## Recepción
Según el informe de KVVU-TV, "Backstreet Boys: Larger Than Life" es la residencia en Las Vegas de mayor venta en la historia. También es la primera vez que Planet Hollywood ha abierto asientos de balcón, lo que hace que el teatro tenga 2000 asientos más que los espectáculos de Jennifer López y Britney Spears .

## Performance y elementos del show
Backstreet Boys: Larger Than Life es la primera residencia de concierto del grupo. La banda fue respaldada por una banda ecléctica de músicos y un DJ, y un complemento de diez bailarines de respaldo (cinco hombres y cinco mujeres), como su gira anterior (Into the Millennium Tour). La banda a veces se separaba y bailaba con un miembro a cada lado o esquina del escenario, pero durante gran parte del espectáculo, actuaban a un lado a la vez, dando vueltas al escenario (a menudo como parte del baile coreografiado) a lo largo de cada canción. Una transmisión de vídeo del espectáculo se mostró en las pantallas de vídeo a ambos lados de la plataforma de iluminación aérea.
Los chicos comenzaron cada espectáculo en un recinto con cortinas en el suelo del lugar. Ellos, vestidos con atuendos puramente blancos que eran reminiscencias de su portada del álbum Millennium, primero descendieron de brillantes cajas azules y blancas dentro del teatro Axis (ahora Zappos), bajándose de las cajas hacia el público antes de comenzar la primera canción, "Larger Than Life." Luego, los bailarines salieron de detrás de las cajas y actuaron con ellos.
Los chicos usaron varios cambios de vestuario durante el espectáculo. Se construyeron dos versiones de estos trajes: Los primeros trajes encoré presentaron ropa rosa y negra para combinar. Los atuendos posteriores (introducidos en febrero de 2018 en la segunda etapa de la residencia) para el bis presentaron ropa de los 90 diseñada para cada miembro. Los bailarines también llevaban trajes blancos de encoré.

## Setlist
1. Larger Than Life"
2. "The One (canción de Backstreet Boys)"
3. Get Down (You're The One For Me)"
4. Drowning"
5. "Incomplete"
6. Quit Playing Games (With My Heart)
7. "Show Me the Meaning of Being Lonely"
8. I'll Never Break Your Heart
9. Anywhere For You
10. Darlin
11. Undone
12. As Long As You Love Me (canción de Backstreet Boys)"
13. "The Call (canción)"
14. We've Got it Goin' On
15. Get Another Boyfriend
16. More Than That
17. All I Have To Give"
18. "Shape Of My Heart"
19. "Don't Go Breaking My Heart
20. I Want It That Way

Encore
1. Everybody (Backstreet's Back)

## Shows
| Día                     | Recinto        | Entradas              | Recaudación |
| Parte 1                 | Parte 1        | Parte 1               | Parte 1     |
| ----------------------- | -------------- | --------------------- | ----------- |
| 1 de marzo de 2017      | Zappos Theater | 42.000 / 44.112 (95%) | $5,399,176  |
| 3 de marzo de 2017      | Zappos Theater | 42.000 / 44.112 (95%) | $5,399,176  |
| 4 de marzo de 2017      | Zappos Theater | 42.000 / 44.112 (95%) | $5,399,176  |
| 8 de marzo de 2017      | Zappos Theater | 42.000 / 44.112 (95%) | $5,399,176  |
| 10 de marzo de 2017     | Zappos Theater | 42.000 / 44.112 (95%) | $5,399,176  |
| 11 de marzo de 2017     | Zappos Theater | 42.000 / 44.112 (95%) | $5,399,176  |
| 15 de marzo de 2017     | Zappos Theater | 42.000 / 44.112 (95%) | $5,399,176  |
| 17 de marzo de 2017     | Zappos Theater | 42.000 / 44.112 (95%) | $5,399,176  |
| 18 de marzo de 2017     | Zappos Theater | 42.000 / 44.112 (95%) | $5,399,176  |
| Parte 2                 |                |                       |             |
| 12 de abril de 2017     | Zappos Theater | 34.116 / 38.267 (89%) | $4,678,081  |
| 14 de abril de 2017     | Zappos Theater | 34.116 / 38.267 (89%) | $4,678,081  |
| 15 de abril de 2017     | Zappos Theater | 34.116 / 38.267 (89%) | $4,678,081  |
| 19 de abril de 2017     | Zappos Theater | 34.116 / 38.267 (89%) | $4,678,081  |
| 21 de abril de 2017     | Zappos Theater | 34.116 / 38.267 (89%) | $4,678,081  |
| 22 de abril de 2017     | Zappos Theater | 34.116 / 38.267 (89%) | $4,678,081  |
| 26 de abril de 2017     | Zappos Theater | 34.116 / 38.267 (89%) | $4,678,081  |
| 28 de abril de 2017     | Zappos Theater | 34.116 / 38.267 (89%) | $4,678,081  |
| Parte 3                 |                |                       |             |
| 14 de junio de 2017     | Zappos Theater | 48.126 / 48.878 (98%) | $6,447,389  |
| 16 de junio de 2017     | Zappos Theater | 48.126 / 48.878 (98%) | $6,447,389  |
| 17 de junio de 2017     | Zappos Theater | 48.126 / 48.878 (98%) | $6,447,389  |
| 21 de junio de 2017     | Zappos Theater | 48.126 / 48.878 (98%) | $6,447,389  |
| 23 de junio de 2017     | Zappos Theater | 48.126 / 48.878 (98%) | $6,447,389  |
| 24 de junio de 2017     | Zappos Theater | 48.126 / 48.878 (98%) | $6,447,389  |
| 28 de junio de 2017     | Zappos Theater | 48.126 / 48.878 (98%) | $6,447,389  |
| 31 de junio de 2017     | Zappos Theater | 48.126 / 48.878 (98%) | $6,447,389  |
| 1 de julio de 2017      | Zappos Theater | 48.126 / 48.878 (98%) | $6,447,389  |
| Parte 4                 |                |                       |             |
| 8 de noviembre de 2017  | Zappos Theater | 18.811 / 23.716 (79%) | $2,748,074  |
| 10 de noviembre de 2017 | Zappos Theater | 18.811 / 23.716 (79%) | $2,748,074  |
| 11 de noviembre de 2017 | Zappos Theater | 18.811 / 23.716 (79%) | $2,748,074  |
| 15 de noviembre de 2017 | Zappos Theater | 18.811 / 23.716 (79%) | $2,748,074  |
| 17 de noviembre de 2017 | Zappos Theater | 18.811 / 23.716 (79%) | $2,748,074  |
| 18 de noviembre de 2017 | Zappos Theater | 18.811 / 23.716 (79%) | $2,748,074  |
| Parte 5                 |                |                       |             |
| 31 de enero de 2018     | Zappos Theater | 30.945 / 37.132 (83%) | $4,786,907  |
| 2 de febrero de 2018    | Zappos Theater | 30.945 / 37.132 (83%) | $4,786,907  |
| 3 de febrero de 2018    | Zappos Theater | 30.945 / 37.132 (83%) | $4,786,907  |
| 7 de febrero de 2018    | Zappos Theater | 30.945 / 37.132 (83%) | $4,786,907  |
| 9 de febrero de 2018    | Zappos Theater | 30.945 / 37.132 (83%) | $4,786,907  |
| 10 de febrero de 2018   | Zappos Theater | 30.945 / 37.132 (83%) | $4,786,907  |
| 14 de febrero de 2018   | Zappos Theater | 30.945 / 37.132 (83%) | $4,786,907  |
| 16 de febrero de 2018   | Zappos Theater | 30.945 / 37.132 (83%) | $4,786,907  |
| 17 de febrero de 2018   | Zappos Theater | 30.945 / 37.132 (83%) | $4,786,907  |
| Parte 6                 |                |                       |             |
| 25 de julio de 2018     | Zappos Theater | 31.139 / 36.543 (85%) | $3,854,449  |
| 27 de julio de 2018     | Zappos Theater | 31.139 / 36.543 (85%) | $3,854,449  |
| 28 de julio de 2018     | Zappos Theater | 31.139 / 36.543 (85%) | $3,854,449  |
| 1 de agosto de 2018     | Zappos Theater | 31.139 / 36.543 (85%) | $3,854,449  |
| 3 de agosto de 2018     | Zappos Theater | 31.139 / 36.543 (85%) | $3,854,449  |
| 4 de agosto de 2018     | Zappos Theater | 31.139 / 36.543 (85%) | $3,854,449  |
| 8 de agosto de 2018     | Zappos Theater | 31.139 / 36.543 (85%) | $3,854,449  |
| 10 de agosto de 2018    | Zappos Theater | 31.139 / 36.543 (85%) | $3,854,449  |
| 11 de agosto de 2018    | Zappos Theater | 31.139 / 36.543 (85%) | $3,854,449  |
| Parte 7                 |                |                       |             |
| 24 de octubre de 2018   | Zappos Theater |                       |             |
| 26 de octubre de 2018   | Zappos Theater |                       |             |
| 27 de octubre de 2018   | Zappos Theater |                       |             |
| 31 de octubre de 2018   | Zappos Theater |                       |             |
| 2 de noviembre de 2018  | Zappos Theater |                       |             |
| 3 de noviembre de 2018  | Zappos Theater |                       |             |
| 7 de noviembre de 2018  | Zappos Theater | 21.057 / 24.789 (85%) | $1,484,562  |
| 9 de noviembre de 2018  | Zappos Theater | 21.057 / 24.789 (85%) | $1,484,562  |
| 10 de noviembre de 2018 | Zappos Theater | 21.057 / 24.789 (85%) | $1,484,562  |
| 14 de noviembre de 2018 | Zappos Theater | 21.057 / 24.789 (85%) | $1,484,562  |
| 16 de noviembre de 2018 | Zappos Theater | 21.057 / 24.789 (85%) | $1,484,562  |
| 17 de noviembre de 2018 | Zappos Theater | 21.057 / 24.789 (85%) | $1,484,562  |
| Parte 8                 |                |                       |             |
| 6 de febrero de 2019    | Zappos Theater |                       |             |
| 8 de febrero de 2019    | Zappos Theater |                       |             |
| 9 de febrero de 2019    | Zappos Theater |                       |             |
| 13 de febrero de 2019   | Zappos Theater |                       |             |
| 15 de febrero de 2019   | Zappos Theater |                       |             |
| 16 de febrero de 2019   | Zappos Theater |                       |             |
| 20 de febrero de 2019   | Zappos Theater |                       |             |
| 22 de febrero de 2019   | Zappos Theater |                       |             |
| 23 de febrero de 2019   | Zappos Theater |                       |             |
| Parte 9                 |                |                       |             |
| 10 de abril de 2019     | Zappos Theater | 37.315 / 40.786 (91%) | $5,489,843  |
| 12 de abril de 2019     | Zappos Theater | 37.315 / 40.786 (91%) | $5,489,843  |
| 13 de abril de 2019     | Zappos Theater | 37.315 / 40.786 (91%) | $5,489,843  |
| 17 de abril de 2019     | Zappos Theater | 37.315 / 40.786 (91%) | $5,489,843  |
| 19 de abril de 2019     | Zappos Theater | 37.315 / 40.786 (91%) | $5,489,843  |
| 20 de abril de 2019     | Zappos Theater | 37.315 / 40.786 (91%) | $5,489,843  |
| 24 de abril de 2019     | Zappos Theater | 37.315 / 40.786 (91%) | $5,489,843  |
| 26 de abril de 2019     | Zappos Theater | 37.315 / 40.786 (91%) | $5,489,843  |
| 27 de abril de 2019     | Zappos Theater | 37.315 / 40.786 (91%) | $5,489,843  |
| Total                   |                | 263,509 / 294,123     | $36,230,259 |

- Datos: Q28919064